# Calamidia
Calamidia is een geslacht van vlinders van de familie spinneruilen (Erebidae), uit de onderfamilie Arctiinae.

## Soorten
- C. castanea Rothschild, 1912
- C. goliathina Rothschild, 1912
- C. hirta Walker, 1854
- C. owgarra Bethune-Baker, 1908
- C. reticulata Rothschild, 1912
- C. warringtonella Bethune-Baker, 1908